# Andreas Gottlieb Hoffmann

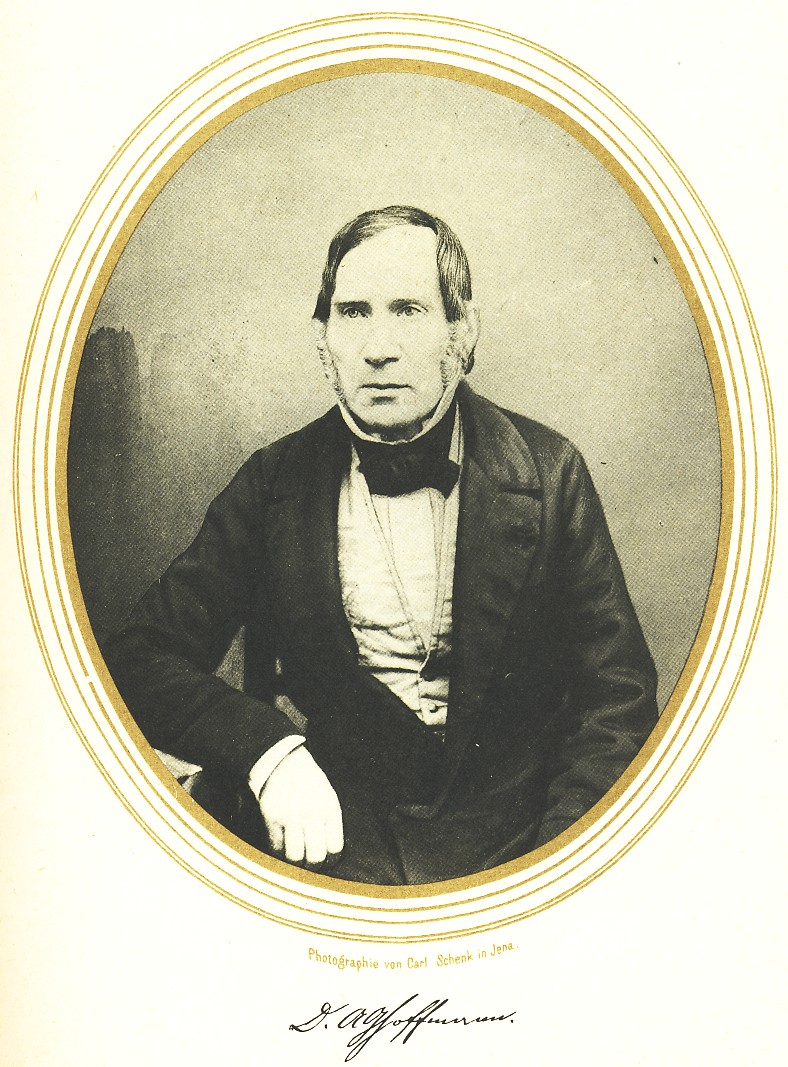
Andreas Gottlieb Hoffmann (Daguerreotypie von Carl Schenk)

Andreas Gottlieb Hoffmann (* 13. April 1796 in Welbsleben; † 16. März 1864 in Jena) war ein deutscher protestantischer Theologe und Orientalist.

## Leben
Andreas Gottlieb Hoffmann war der Sohn eines Müllers und hatte die erste Grundbildung an der Schule in Egeln erhalten. 1813 bezog er das Domgymnasium Magdeburg, um sich kurz darauf als Schüler als freiwilliger Jäger an den Befreiungskriegen von 1813 beteiligen und zog mit einem preußischen Regiment bis Namur. Das Erlebnis patriotischer Begeisterung prägte seine liberale und nationale Lebenseinstellung. Nach dem  Feldzug studierte er an der Theologischen Fakultät Halle Evangelische Theologie. 1817 schloss er sich der burschenschaftlich orientierten Teutonia Halle an. Er wohnte bei Wilhelm Gesenius und lernte von ihm die Syrische und die Hebräische Sprache. Als Prediger und Schüler von Georg Christian Knapp, Hermann Agathon Niemeyer und Julius August Ludwig Wegscheider stand er für den Halleschen Rationalismus. Er genoss schon als Student hohes Ansehen. Hoffmann wurde am 27. Dezember 1820 zum Dr. phil. promoviert.
Nach der Habilitation 1821 las er in Halle als Privatdozent orientalische Sprachen. 1823 lehnte er einen Ruf an die Albertus-Universität Königsberg ab. Er wurde a.o. Professor für Theologie an der Universität Jena. Die Einbindung in die Philosophische Fakultät hatte er abgelehnt. Seit dem 6. Januar 1826 ordentlicher Honorarprofessor und Beisitzer der dortigen Theologischen Fakultät, wurde er im Juli desselben Jahres zum ordentlichen vierten Professor berufen. 1836 rückte er in die dritte, im September 1838 in die zweite Professur. 1844 kam er auf den Lehrstuhl. Seit 1828 Kirchenrat, wurde er 1843 Geheimer Kirchenrat von Sachsen-Altenburg. 1845 wurde er Komtur des sachsen-ernestinischen Falkenordens. Nachdem er einige Jahre lang ein exegetisches Seminar geleitet hatte, wurde er 1833 mit Ludwig Friedrich Otto Baumgarten-Crusius Direktor des theologischen Seminars in Jena. 
Hoffmann war ab 1828 der Herausgeber der 2. Sektion der Allgemeinen Encyclopädie der Wissenschaften und Künste von Ersch und Gruber, anfangs den 3. bis 7. Band gemeinschaftlich mit Hassel, vom 8. Band bis zum 24. Band  allein. Dabei hatte er viele eigene Artikel mit eingebracht. Hoffmann beherrschte 23 Sprachen und galt als „hervorragendes Sprachtalent; seine Hauptstärken waren Hebräisch und Syrisch.“ Als Angehöriger des Senats  bekleidete er zwischen 1827 und 1863 insgesamt 24 mal das Dekanat der Theologischen Fakultät und war in den Wintersemestern 1828, 1852, 1860, sowie den Sommersemestern 1836, 1844 Prorektor der Alma Mater. Seit 1859 lungenkrank, starb er am 16. März 1864 in Jena. Seine erstrangige Privatbibliothek hinterließ er der Thüringer Universitäts- und Landesbibliothek.

## Mitgliedschaften
Andreas Gottlieb Hoffmann war Mitglied der Deutschen Morgenländischen Gesellschaft.

## Werke
- Grammatica Syriaca. Halle 1827 Online, Halle 1867 ([Online]) (Hoffmanns Hauptwerk, mehrere Auflagen und Übersetzungen)
- Progr. Commentarii philologico-critici in Mosis benedictionem. Pars. I-IX. Halle und Jena ab 1822
- Progr. Commentarii philologico-critici in Mosis benedictionem. Pars V. Jena 1833 (Dekanatsprogramm zur Lizentiatenpromotion von Johann August Gottfried Hoffmann (* 9. Februar 1808 in Pößneck) Online)
- Progr. Commentarii philologico-critici in Mosis benedictionem. Pars VI. Jena 1833 (Dekanatsprogramm zur Promotion von Georg Karl Ludwig Theophil Fromann (* 9. April 1809 in Lautertal (Oberfranken)) Online)
- Progr. Commentarii philologico-critici in Mosis benedictionem. Pars. VIII. Jena 1843 (Dekanatsprogramm zur Promotion von Adolph Stieren (* 14. Juni 1813), Online)
- Das Buch Henoch in vollständiger Übersetzung mit fortlaufendem Commentar usw. [Band 1 von: Die Apokalyptiker der ältern Zeit unter Juden und Christen; 1.+2. Abtheilung]. 2 Bände. Jena, Croeker, 1833– Online.
- Dubois Briefe über den Zustand des Christenthums in Indien, in welchem die Bekehrung der Hindus als unausführbar dargestellt wird. Aus dem englischen, mit Anmerkungen und erläuternden Nachträgen, nebst einem Vorwort von D. J. F. Röhr. Neustadt an der Orla 1824
- Entwurf der hebräischen Alterthümer. Weimar 1832 (dritte umgearbeitete Auflage von Heinrich Ehrenfried Warnekros (1752–1807), Online)
- Allgemeines Volks-Bibellexikon. Leipzig 1840 (1. Bd. Online, 2. Bd. Online, fortgesetzt von Gustav Moritz Redslob)